# Garfield magazin
A Garfield magazin magyar havilap, a Garfield képregény magyar újságja. A harmadik európai Garfield magazinként (a finn és a svéd első szám után hat évvel) 1990 januárjában jelent meg, első számán a korcsolyázó Garfield volt. 2011 februárjáig az Adoc-Semic (1995-ig Semic Interprint néven) volt a magazin kiadója, de 2011. májustól a Drize Kiadó vette át a magazin kiadását.

## Tartalom
A magazin jelenleg kétféle Garfield képsort tartalmaz: a magazin elején (a kiadás hónapjától számítva) 12 hónappal korábbi képsorokat, és klasszikus képsorokat az 1980-'90-es évekből. Emellett 2012 szeptemberében kis időre visszatért az Apropó rovat, amiben egy adott témához kapcsolódó Garfield képsorok szerepelnek. A magazin hátsó traktusának korábbi érdekessége volt a "Garfield a háttérben marad" rovat is, amiben olyan képsorok szerepeltek, amiben Garfield nem szerepelt, vagy csak a szövegbuboréka volt látható. 2012 októbertől A Garfield-show epizódjai képregény formában jelennek meg, először a Halból is megárt a sok című részt. Az epizódok két részre bontva jelennek meg a magazinban.
A magazin tartalmaz nyereményjátékokat és rejtvényeket, ezek közül a mai napig szinte folyamatosan szerepel skandináv rejtvény, mellyel értékes Garfield-ajándékokat, előfizetéseket lehet nyerni. Korábban állandó rejtvény volt a Foci Sudoku és a Hidátó.
A magazinban megjelennek más képregények képsorai is, ezek közül a leghíresebb a Kázmér és Huba, mely 1999 márciusa óta folyamatosan szerepel a magazinban. A magazinban a kezdetektől majd' tíz évig (kifutásáig) szerepelt az Orson, Jim Davis másik képregénye is. A magazinban 2012 januárja óta újra rendszeresen olvasható a Marmaduke, valamint ugyanebben az évben a Peanuts (Snoopy) is visszakerült a magazinba, melyet szintén a '90-es évek olvasói láttak utoljára.
A magazinban is megtalálható időnként a Garfield Bazár, amely a kiadó, Magyarországon csak tőlük megrendelhető Garfield ajándéktárgyakról, (külön)kiadványairól szóló hirdetése. Ezek a tárgyak ugyanakkor a honlapon is megrendelhetők, köztük olyanok is megtalálhatók, melyek hajdanán magazinhoz vagy éves előfizetéshez szánt ajándékok voltak. Emellett gyakoriak a szezonális kvízek, összeállítások is (húsvét, Garfield születésnapja - június 19. -, Halloween, karácsony).
Az újság ma elektronikus formában is megrendelhető a Dimag.hu-n.

## A magazinban szereplő más képregények

### Jelenlegi
- Kázmér és Huba
- Marmaduke
- Peanuts (Snoopy)

### Korábbi
- Orson
- Konzol Kid
- Game Over
- Heatcliff
- Dilidagonya
- Potato Head
- Ziggy
- Uszonytató
- Van ez így
- Hagar
- Blöki bár
- Grimmy
- Nancy és Hugo
- Halge
- Plunk
- Nelson
- Lio